# 凌云股份
凌雲工業股份有限公司，（上交所：600480）是在1995年成立，前身是凌云汽车零部件有限公司，位于河北省涿州市，中国兵器工业集团公司附屬的凌雲集團旗下公司。現任董事長及總裁李喜增。

## 历史
其股份自2003年8月於上海證券交易所上市。主要業務生产金属汽车零部件、塑料汽车零部件、PE管道系统三大系列产品。在汽车零部件方面，公司是国内最早开发车门窗框、钢制辊压保险杠、防撞杆的企业，是国内唯一有能力与汽车厂家同步设计开发车门窗框、辊压/冲压钢制保险杠等。其中地區哈尔滨、长春、沈阳、北京、定州、成都、重庆、武汉、芜湖、南京、盐城、海宁、上海、柳州、广州、深圳等中國生產居多，其次是瑞士、韩国。後來置換三家亚大公司股權。

## 外部連結
- 凌雲工業股份有限公司（页面存档备份，存于）